# 5640 Yoshino
5640 Yoshino è un asteroide della fascia principale. Scoperto nel 1989, presenta un'orbita caratterizzata da un semiasse maggiore pari a 2,6469226 UA e da un'eccentricità di 0,2530794, inclinata di 3,12601° rispetto all'eclittica.